# KBS 1TV 목요 드라마
KBS 1TV 목요 드라마는 대한민국의 KBS 1TV에서 매주 목요일에 방송되었던 TV 드라마 작품이다.

## 작품 리스트
|  | - 아래의 텔레비전 드라마 중 2002년 11월 이후에 시청 가능 연령을 표시하는 드라마 등급 제도를 의무적으로 시행하고 있습니다. - 2017년 3월 1일부터 TV 프로그램 등급 표시 외에 주제, 폭력성, 선정성, 언어, 모방 위험 등 분류 사유 표시를 의무적으로 시행하고 있습니다. |

### 1970년대
- 《꽃동네 새동네》 : 1970년 12월 1일 ~ 1972년 4월 12일
- 《삼거리 집》 : 1975년 2월 6일 ~ 1975년 4월 3일
- 《엄마야 누나야》 : 1975년 4월 10일 ~ 1975년 9월 11일
- 《포교 석일도》 : 1975년 11월 6일 ~ 1976년 1월 8일

### 1980년대
- 《야행열차》 : 1981년 11월 5일 ~ 1981년 12월 10일

### 1990년대
- 《신세대 보고 - 어른들은 몰라요》 : 1995년 2월 23일 ~ 1997년 10월 16일